# Simulium infenestrum
Simulium infenestrum är en tvåvingeart som beskrevs av Dudley Moulton och Adler 1995. Simulium infenestrum ingår i släktet Simulium och familjen knott.
Artens utbredningsområde är South Carolina. Inga underarter finns listade i Catalogue of Life.